# Association White Star
Maillots
Dernière mise à jour : 1er mai 2020.
L'Association White Star est un club péruvien de football basé à Arequipa. 

## Histoire
Fondé en 1917, l'Association White Star est considéré comme l'un des cinq clubs traditionnels de la ville d'Arequipa au même titre que le FBC Melgar (seul club évoluant en 1re division), le FBC Aurora, le FBC Piérola et le Sportivo Huracán. Cependant, il est le seul qui n'a jamais réussi à jouer en D1.
En revanche, la section féminine du club a connu plus de succès puisqu'elle s'est proclamée championne du Pérou en 2009 en battant 3-2 l'Estudiantes Universitario de Cuzco. Cela lui permet de participer à la Copa Libertadores féminine la même année.

## Palmarès

### Section féminine
- Championnat du Pérou (1)
  - Champion : 2009[2].

## Personnalités historiques du club

### Entraîneurs marquants

#### Section féminine
- Inés Chite, championne du Pérou en 2009[2].